# Лявониха

«Лявоніха» на поштовій марці Білорусі

.
Лявониха — життєрадісний народний танець Білорусі.

## Сюжет
Лявониха зараз — один із найпопулярніших танців Білорусі. Названа так від однойменної пісні, якою супроводжується. У пісні оповідається про молодого хлопця на ім'я Лявон та його дівчину Лявониху.
Повний текст Лявонихи :
|  | А Лявониху Лявон полюбив, Лявонисі черевички купив; Лявониха, душа ласкова, Черевичками поляскувала. Як я молода у матінки жила, Як вишенька у садочку цвіла, Цвіла, цвіла та поцвітувала, З молодцями та погулювала. Ой, Лявониха, Лявониха моя, Ти такою пригожою не була. Як зберемось ми в свята погулять, Нам Лявонихи своєї не впізнать. Ах Лявониха, Лявониха моя, Ти сьогодні, ніби ружа, розцвіла, - Розцвіла буйними квітками З добрим чоловіком та з дітками. Ой, згубила мене мамочка моя, Що за тебе мене заміж віддала, Ой, чому ж тебе перун не забив, Як ти мене молодую полюбив. Лявониха, Лявониха моя! Нехай тебе любить чорт, та не я, А де ж ті ковалі живуть, Що нові топірці кують? Кують, кують та позвонюють, Наших дівчаток підманюють. Кують, кують та позвонюють, Наших дівчаток підманюють. Ой, Лявониха, Лявониха моя, Несолену капусту дала, А Лявона так і чорт не бере: Несолону капусту жере. А Лявониха не жінка була, Невипрану мені сорочку дала, Немиту, непрасовану. У сусіда позиченую. |

У танці Лявониха беруть участь пари. Проте їх має бути не менше чотирьох. Малюнок також може бути різним. Танцівники можуть виходити і з одного боку, і з різних боків попарно, і з одного боку дівчата, а з іншого — хлопці. Танець починається з основного ходу танцівників по колу, потім виконавці шикуються в колону й розходяться лініями.